# Laccosperma opacum
Laccosperma opacum är en enhjärtbladig växtart som beskrevs av Carl Georg Oscar Drude. Laccosperma opacum ingår i släktet Laccosperma och familjen Arecaceae. Inga underarter finns listade i Catalogue of Life.